# اشلی (ایلینوی)
اشلی، ایلینوی (به انگلیسی: Ashley, Illinois) یک شهر در ایالات متحده آمریکا با جمعیت ۵۳۶ نفر است که در ایلی‌نوی واقع شده‌است.

## موقعیت جغرافیایی
موقعیت جغرافیایی شهرها و مناطق اطراف به شرح زیر است: